# Cantois
Cantois är en kommun i departementet Gironde i regionen Nouvelle-Aquitaine i sydvästra Frankrike. Kommunen ligger i kantonen Targon som tillhör arrondissementet Langon. År 2015 hade Cantois 236 invånare.

## Befolkningsutveckling
Antalet invånare i kommunen Cantois
Referens:INSEE